# Stara Wieś (Podlodówek)
Stara Wieś – część wsi Podlodówek w Polsce położona w województwie lubelskim, w powiecie lubartowskim, w gminie Michów.
Stara Wieś należy do sołectwa Podlodówek.
W latach 1975–1998 miejscowość administracyjnie należała do województwa lubelskiego.